# Dawit
Dawit ist als eine Form des Namens David ein u. a. amharischer männlicher Vorname, der insbesondere in Äthiopien, Eritrea, Armenien und Georgien (georgisch დავით) vorkommt. Als äthiopischer Name hat er die Bedeutung „der sehr Geliebte“.

## Namensträger

### Äthiopische Namensträger
- Dawit I. (1381–1411), Kaiser von Äthiopien
- Dawit II. (1508–1540), Kaiser von Äthiopien
- Dawit III. (1716–1721), Kaiser von Äthiopien
- Dawit Seyaum (* 1996), Mittelstreckenläuferin

### Eritreische Namensträger
- Dawit Haile (* 1987), Straßenradrennfahrer
- Dawit Isaak (* 1964), schwedischer Journalist eritreischer Herkunft

### Armenische Namensträger
- Dawit Safarjan (* 1989), russisch-armenischer Ringer
- Dawit Hambarzumjan (1956–1992), sowjetisch-armenischer Wasserspringer

### Georgische Namensträger
- Dawit I. († 881), Herrscher von Tao-Klardschetien
- Dawit IV. (1073–1125), König von Georgien
- Dawit IX. († 1360), König von Georgien
- Dawit Bakradse (* 1972), Diplomat und Politiker
- Dawit Bedinadse (* 1985), Ringer
- Dawit Chachaleischwili (1971–2021), Judoka
- Dawit Chintschagischwili (* 1982), Rugby-Union-Spieler
- Dawit Chotscholawa (* 1993), Fußballspieler
- Dawit Chuzischwili (* 1990), Ringer
- Dawit Depi Gogibedaschwili (* 1968), Schriftsteller
- Dawit Dschodschua (* 1989), Schachspieler
- Dawit Gamqrelidse (* 1965), Politiker
- Dawit Guramischwili (1705–1792), Dichter
- Dawit Gurgenidse (* 1953), Schachspieler
- Dawit Gwanzeladse (1937–1984), sowjetischer Ringer
- Dawit Kandelaki (1895–1938), sowjetischer Politiker und Diplomat
- Dawit Keseraschwili (* 1978), Politiker
- Dawit Kewchischwili (* 1983), Judoka
- Dawit Kwatschadse (* 1951), Boxer
- Dawit Lortkipanidse (* 1963), Paläoanthropologe
- Dawit Margoschwili (* 1980), Judoka
- Dawit Marsagischwili (* 1991), Ringer
- Dawit Modsmanaschwili (* 1986), Ringer
- Dawit Mudschiri (* 1978), Fußballspieler
- Dawit Qipiani (1951–2001), georgisch-sowjetischer Fußballspieler und -trainer
- Dawit Saradschischwili (1848–1911), georgischer Unternehmer und Philanthrop
- Dawit Schengelia (* 1980), georgisch-österreichischer Schachspieler
- Dawit Sicharulidse (* 1968), Arzt und Politiker
- Dawit Siradse (* 1981), Fußballspieler
- Dawit Surabischwili (* 1957), Politiker
- Dawit Targamadse (* 1989), Fußballspieler
- Dawit Tschutlaschwili (* 1983), Schriftsteller und Politiker
- Dawit Turaschwili (* 1966), Schriftsteller
- Dawit Ussupaschwili (* 1968), Rechtsanwalt und Politiker
- Dawit Zimakuridse (1925–2006), georgisch-sowjetischer Ringer

## Sonstiges
- Dawit Garedscha, georgisch-orthodoxes Kloster im Osten Georgiens